# Boris Kunz
Boris Kunz (* 1979 in Weiden in der Oberpfalz) ist ein deutscher Filmregisseur und Drehbuchautor.

## Leben
Kunz wuchs am Chiemsee auf und absolvierte seine Regieausbildung an der Hochschule für Fernsehen und Film in München. Sein Abschlussfilm Drei Stunden mit Nicholas Reinke und Claudia Eisinger in den Hauptrollen feierte bei den Hofer Filmtagen 2012 Premiere. Im selben Jahr war der Film auch bei den Biberacher Filmfestspielen zu Gast und startete im Sommer 2013 in den deutschen Kinos. Er ist Regisseur der TV-Miniserie Labaule & Erben mit Uwe Ochsenknecht nach einer Idee von Harald Schmidt für den SWR, von der zwei Folgen am 5. Juli 2018 beim Filmfest München Weltpremiere feierten. Weitere Film- und Fernseharbeiten folgten, darunter der in Litauen gedrehte Netflix-Thriller Paradise mit Iris Berben und Kostja Ullmann in den Hauptrollen.

## Filmografie
- 2007: Wie es bleibt (Regie)
- 2008: Tage wie Jahre (Regie)
- 2010: Daniels Asche (Regie, Drehbuch)
- 2010: Transit (Regieassistenz)
- 2011: Trans Bavaria (Regieassistenz)
- 2012: Drei Stunden (Regie, Drehbuch)
- 2017: Hindafing, Fernsehserie (Regie, Drehbuch)
- 2018: Labaule & Erben (Regie)
- 2019: Hindafing (2. Staffel), Fernsehserie (Regie, Drehbuch)
- 2020: Breaking Even, Fernsehserie (Regie, Drehbuch)
- 2021: Tatort: Dreams (Regie)
- 2023: Paradise (Regie)